# Galepsus
Galepsus es un género de insectos de la familia Tarachodidae. La siguiente es una lista de especies pertenecientes a este género:
- Galepsus aberrans
- Galepsus affinis
- Galepsus angolensis
- Galepsus beieri
- Galepsus binotatus
- Galepsus bioculatus
  - Galepsus bioculatus abyssiniens
  - Galepsus bioculatus bioculatus
- Galepsus bipunctatus
- Galepsus bikenmeierae
- Galepsus bispinosus
- Galepsus brincki
- Galepsus brunneri
- Galepsus buettneri
- Galepsus cacuminatus
- Galepsus capensis
- Galepsus capitatus
- Galepsus centralis
- Galepsus cliquennoisi
- Galepsus congicus
- Galepsus coronatus
- Galepsus culminans
- Galepsus damaranus
  - Galepsus damaranus damaranus
  - Galepsus damaranus orientalis
- Galepsus decipiens
- Galepsus denigratus
- Galepsus diversus
- Galepsus dubius
- Galepsus erythraeus
- Galepsus fallaciosus
- Galepsus fallax
- Galepsus feae
- Galepsus femoratus
- Galepsus focki
- Galepsus fumipennis
- Galepsus globiceps
- Galepsus gracilis
- Galepsus inermis
- Galepsus intermedius
- Galepsus konakrynus
- Galepsus laticeps
- Galepsus lenticularis
- Galepsus letabaensis
- Galepsus machadoi
- Galepsus malawiensis
- Galepsus meridionalis
- Galepsus minima
- Galepsus minutus
- Galepsus montanus
- Galepsus nigricoxa
- Galepsus nimulensis
- Galepsus nyassensis
- Galepsus oxycephalus
- Galepsus pentheri
- Galepsus rhodesicus
- Galepsus rouxi
- Galepsus schwetzi
- Galepsus scorteccii
- Galepsus signatus
- Galepsus sudanensis
- Galepsus supervacaneus
- Galepsus tenuis
- Galepsus thomseni
- Galepsus transvaalensis
- Galepsus trilobus
- Galepsus ulricae
- Galepsus wittei
- Galepsus zambesicus